# Телефонна кула (Шумен)
Телефонната кула в град Шумен е част от проекта за новия център на града, изработен в периода 1987 – 1989 г. от арх. Иван Сиврев и колектив.
Кулата е построена за аналогови телефонни централи. Другата сграда в съседство е предназначена за магазини, кино и други подобни. Подземните нива на съоръженията са предназначени по проекта като паркинг за 250 автомобила и за тролейбуси. След демократичните промени от 10 ноември 1989 г. проекта е изоставен. В сградата, намираща се до кулата се се помещава пощенската станция на Шумен.
Сградата е железобетонно съоръжение с модернистичен вид. Част от елементите на декорациите на фасадата до изоставянето на проекта са монтирани. Проектът регулира липсващия градският форум като обединяващ социален и обемно-пространствен фактор, в който влизат елементи, подобни на гаровия площад, пиаците пред паметника на Съветската армия и пред профсъюзния дом, оформлението пред театър „Васил Друмев“, библиотеката и бившия партиен дом, пред картинната галерия и бившия градски народен съвет и пространството пред хотел „Мадара“.
Телефонната кула, макар и обявена за продажба се явява едно от любимите места за снимки на младежите от града.